# Nathaniel Rothschild, 5. Baron Rothschild
Nathaniel Philip Victor James Rothschild, 5. Baron Rothschild  (oft Nat Rothschild; * 12. Juli 1971), ist ein Geschäftsmann britisch-kanadischer Herkunft, der in der Schweiz lebt und international Geschäftstätigkeiten verfolgt. Er hat die Staatsbürgerschaft von Kanada und seit 2013 auch von Montenegro.

## Ausbildung und Karriere
Nathaniel Philip Rothschild ist das jüngste der vier Kinder und einziger Sohn des Investmentbankers Jacob Rothschild, 4. Baron Rothschild, aus dessen Ehe mit Serena Mary Dunn (1935–2018), die einen christlichen Hintergrund hatte. Er besuchte in London den Colet Court, das Eton College und das Wadham College der Universität Oxford, wo er Geschichte belegte. 2013 erwarb er zusätzlich den Master of Science am Institute of Psychiatry des King’s College London.
Nach dem Studium arbeitete er bei Lazard, später bei Gleacher, sowie unter anderem ab 2000 bis zur Auflösung 2009 beim Hedgefonds Atticus Capital. Er wurde auch ein leitender Direktor bei RIT Capital Partners sowie bei Volex. Mit dem russischen Oligarchen Oleg Deripaska investierte er im luxuriösen Urlaubsort Porto Montenegro.
Als akademischer Förderer betätigt er sich am Belfer Center’s International Council der John F. Kennedy School of Government und beim International Advisory Council der Brookings Institution.
1995 heiratete er in erster Ehe das Model Annabelle Neilson († 2018), eine enge Freundin von Kate Moss. Die Ehe wurde 1997 geschieden. Im August 2016 heiratete Rothschild in zweiter Ehe das ehemalige Pin-up-Model Loretta Basey. Er wohnt im Skiort Klosters in Graubünden, Schweiz.
Mit dem Tod seines Vaters erbte er 2024 dessen britische Adelstitel als 5. Baron Rothschild und 6. Baronet, of Grosvenor-place.

## Einzelbelege
1. ↑  BIRN: Nat Rothschild Gains Montenegrin Passport. In: Balkan Insight. 24. September 2013, abgerufen am 8. April 2023 (amerikanisches Englisch).
2. ↑  Charlotte Edwardes: 'My winners are ahead of my losers and that’s what business is. 24. Oktober 2014, abgerufen am 8. April 2023 (englisch).
3. ↑  Tom O'Sullivan: The young elite 1-10. In: The Guardian. 12. März 2000, ISSN 0261-3077 (theguardian.com [abgerufen am 8. April 2023]).
4. ↑  exv99w1. Abgerufen am 8. April 2023.
5. ↑  The extrovert lifestyle of the former Mrs Nathaniel Rothschild. Abgerufen am 8. April 2023.

| Vorgänger        | Amt                         | Nachfolger                     |
| ---------------- | --------------------------- | ------------------------------ |
| Jacob Rothschild | Baron Rothschild 2024–heute | derzeitiger Inhaber des Titels |

| Personendaten    | Personendaten                                                                   |
| ---------------- | ------------------------------------------------------------------------------- |
| NAME             | Rothschild, Nathaniel, 5. Baron Rothschild                                      |
| ALTERNATIVNAMEN  | Rothschild, Nat; Rothschild, Nathaniel Philip Victor James, 5. Baron Rothschild |
| KURZBESCHREIBUNG | britisch-kanadischer Investmentbanker                                           |
| GEBURTSDATUM     | 12. Juli 1971                                                                   |
| GEBURTSORT       | London                                                                          |